# Ceratojoppa idonea
Ceratojoppa idonea là một loài tò vò trong họ Ichneumonidae.